# Kurima
Kurima este o comună slovacă, aflată în districtul Bardejov din regiunea Prešov. Localitatea se află la altitudinea de 215 m deasupra n.m., se întinde pe o suprafață de 15,89 km2 și în 2017 număra 1.127 de locuitori.

## Istoric
Localitatea Kurima este atestată documentar din 1270.

## Demografie
| An:                | 1994 | 2004   | 2014   | 2024   |
| ------------------ | ---- | ------ | ------ | ------ |
| Număr de persoane: | 1033 | 1072   | 1127   | 1125   |
| Diferență:         |      | +3,77% | +5,13% | −0,17% |

| An:                | 2023 | 2024   |
| ------------------ | ---- | ------ |
| Număr de persoane: | 1111 | 1125   |
| Diferență:         |      | +1,26% |